# Nova Cruz
Nova Cruz là một đô thị thuộc bang Rio Grande do Norte, Brasil. Đô thị này có diện tích 277,657 km², dân số năm 2007 là 36629 người, mật độ 131,9 người/km².